# Reza Momeni
Reza Momeni (pers.  رضا مومنی;ur. 2002) – irański zapaśnik walczący w stylu wolnym. Zajął ósme miejsce na mistrzostwach Azji w 2018. Siódmy na igrzyskach solidarności islamskiej w 2021. Drugi w Pucharze Świata w 2022. Wicemistrz Azji juniorów w 2022 roku. 